# Kopalke (Courbet)
Kopalke (francosko Les Baigneuses) so slika Gustava Courbeta, ki je bila prvič razstavljena na Pariškem salonu leta 1853, kjer je povzročila velik škandal. Enotno so  napadli umetnostni kritiki ogromno golo žensko, ki je bila v središču in skrito krajinsko ozadje, tako proti uradnim umetniškim kanonom. Bodoči Courbetov prijatelj Alfred Bruyas, zbiralec umetniških del, jo je za 3000 frankov kupil - ta pridobitev je umetniku omogočila, da je postal finančno in umetniško neodvisen. Podpisana je in datirana v spodnjem desnem kotu majhne skale. Od leta 1868 je v muzeju Fabre v Montpellierju. .

## Zgodovina
Svoje prve uspehe je slikar doživel v Franciji, Belgiji in Nemčiji, nekaj njegovih pomembnih osebnosti druge francoske republike pa je kupilo njegova dela. Osvojil je medaljo in nadaljeval razstavljati na Pariškem salonu. Poleti 1852 se je vrnil k ženskemu aktu, ki ga je prej študiral v sliki Bakhanta (La Bacchante) (morda 1847) in Speča svetlolaska (La liseuse endormie 1849, zasebna zbirka) - slednja je vključevala podobno sliko kot osrednja figura v Kopalkah.
Courbet je 13. maja 1853 pisal staršem:
Moje slike sprejme žirija v teh dneh brez kakršnega koli ugovora. Menim, da je javnost prepuščena in nadrejena. Končno so mi prepustili odgovornost za moje slike. Vsak dan pridobivam veljavo. Ves Pariz čaka, da jih vidi in sliši hrup, ki ga bodo ustvarile. Kar zadeva Kopalke je malo strašljivo, toda od takrat sem dodal krpo preko zadnjice. Pokrajina v tej sliki je na splošno uspešna.
Kljub svojim zagotovilom je tudi pisal, da si želi več uspeha na podoben način kot pismo zanje iz maja 1852  - "priloga" je prevod "empiète", vojaški izraz. Kot je upal, je delo povzročilo škandal na naslednjem Salonu 15. maja 1853. Imel je prvovrsten položaj, obešena je bila v višini oči, za razliko od slike Rokoborca. Izvedba je bila zelo drugačna od bolj sprejemljivega sloga, ki ga je uvedel Ingres, ženski akt pa se ni ujemal s takratnimi ideali romantičnega in neoklasicističnega slikarstva. Pesnik in kritik Teofil Gautier je 21. julija v La Presseju zapisal, da je v Kopalkah videl »nekakšno Hottentotovo Venero, ki je izstopila iz vode in se obrnila proti gledalcu z  monstruoznim križem z oblazinjenimi jamicami na dnu, ki nimajo le oznake pozamenterije«. Gautier je tako nasprotoval civilizirani klasični Veneri s tistim, kar je videl kot necivilizirano afriško divjaštvo Courbetove slike. 
Ko se je oddaljil od Tiziana in Rubensa, je Courbet zlomil umetniško hierarhijo žanrov in združil golo navadno žensko v pokrajini Franche-Comté, da bi ustvaril prizor vsakdanjega življenja. Takšno kombinacijo so najprej na začetku 17. stoletja poskusili bratje Le Nain, ki so pokazali, da so gledalci gledali kmete in slikarji nizozemske in flamske zlate dobe. Velik format je bil običajno rezerviran tudi za verske in mitološke slike in portrete knezov. Zaradi naraščajočega francoskega mestnega prebivalstva so intelektualci želeli zavrniti podeželski svet in ga idealizirati na psevdo-panteistični način .
Umetniški kritik Jules Champfleury je poskušal izzvati George Sandovo z naslovom polemičnega pisma, ki je bil objavljen v L'Artisteu 2. septembra 1855 in je vključeval poročilo o njegovem prvem srečanju s sliko, kjer je citiral filozofa Pierre-Josepha Proudhona iz leta 1853 LA Philosophie du progrès:
»Podoba poroka, enako kot podoba kreposti, je področje slikarstva in poezije: po pouku, ki ga želi umetnik dati, lahko vsaka figura, lepa ali grda, izpolni cilj umetnosti. [...] Naj ljudje, spoznavajo njihovo bedo, se naučijo zardevati svoji strahopetnosti in prezirati tirane; naj se aristokracija, izpostavljena v njeni mastni in nespodobni goloti, zmeša na vse mišice zaradi svoje parazitske narave, njene drznosti in korupcije. [...] In naj se vsaka generacija, ki na platno ali marmor postavi skrivnost svojega genija, prepusti potomcem brez krivde ali opravičila za dela svojih umetnikov.«
Courbet in Prudhon sta bila iz iste francoske regije, toda ta obramba je izdala nesporazum o delu Courbeta, ki si ni želel preživeti svojega življenja slikati podeželske ljudi ali napadati srednjega razreda. Cham je v Le Charivari objavil tudi karikaturo. 

## X-ray
Centre de recherche in de restauration des musées de France je rentgensko slikal platno, da bi videli njegovo podlogo. Pokazala se je zgodnejša kompozicija za delo, v katerem se je gola ženska soočila z gledalcem in kazala na sliko, ki se je dvignila na desni, verjetno motiv, izposojen iz Perzej in Andromed, ki jo je Courbet prerisal v muzeju. Ta kompozicija je bila pokrita z dobro dokončanim prizorom, ki je prikazal živo sliko v črtastem kostumu z roko v laseh in navidezno halucinirajočo, ko se je vrgel s prepada, s smrtjo pa se je poosebila kot okostje v bazi, ki ga je čakala. Skica tega dela je ohranjena - na njem je delal že aprila 1845, vendar ga opustil januarja 1846. Sedem let kasneje je ponovno uporabil platno za Kopalke. 